# Le Rêve de l'horloger
Le Rêve de l'horloger je francouzský němý film z roku 1904. Režisérem je Georges Méliès (1861–1938). Film trvá zhruba 3 minuty. Ve Spojených státech vyšel pod názvem The Clockmaker's Dream a ve Spojeném království jako The Dream of the Clock Maker.

## Děj
Hodinář usne ve své dílně, kde se mu začne zdát, že se jeho hodiny přemění na tři krásné dámy. Ty se sice promění zpět dříve, než se vzbudí, ale řemeslník přesto prozkoumá místnost. Když zjistí, že se jednalo jen o sen, poplácá se na čele a s chichotem se posadí na židli.

## Obsazení
| Georges Méliès | hodinář |